# 100 карбованців «1000-річчя російської монетної справи (Златник Володимира)»
1000-річчя давньоруського монетного карбування (Златник Володимира) (рос. 1000-летие русского монетного дела (Златник Владимира)) — золота ювілейна монета СРСР вартістю 100 карбованців, випущена 13 вересня 1988 року. 

## Тематика
Златник — перша золота монета, що карбувалася у Київській державі наприкінці Х — початку ХІ ст. за Володимира Святославовича. Подібний до візантійського соліду як зовнішнім виглядом, так і за вагою (приблизно 4,2 — 4,4 г). Як засіб обігу та платежу широко не використовувався, а був, скоріше, ознакою сили та незалежності держави.

У період становлення Київської Русі на її землях поширились візантійські монети. Згодом, візантійська монета стала зразком для перших монет київських князів — златників та срібляників (срібників). Перші знахідки золотих та срібних монет із відкарбованих на них ім'ям Володимира Святославовича (980–1015) з'явилися наприкінці XVIII ст.
Златники Володимира були одними з найперших монет київського карбування. Вони діляться на два типи. На аверсі першого типу монет вміщено надпис «Владимир, а се его злато». На монетах другого типу інший надпис: «Владимир на столе». У центральній частині аверсу зображення князя, зі скіпетром й хрестом. Над лівим плечем Володимира знак роду Рюриковичів — тризуб. На реверсі (реверс монет обох типів однаковий) повне ім'я Ісуса Христа та його зображення.

## Історія
Починаючи з 1977 року, в СРСР проводилося карбування ювілейних і пам'ятних золотих монет, присвячених різним подіям. Ці монети в обіг не надходили і йшли в основному на експорт. Ювілейні та пам'ятні монети приймалися в будь-якому магазині за номінальною вартістю.
Монети карбувалися на Московському монетному дворі (ММД).

## Опис та характеристики монети
| Номінал крб. | Метал  | Проба | Маса грам | Діаметр мм. | Товщина | Гурт      | Тираж штук    |
| ------------ | ------ | ----- | --------- | ----------- | ------- | --------- | ------------- |
| 100          | золото | 900   | 17.45     | 30          | 1.8     | рубчастий | 14.000 (пруф) |

### Аверс
Зверху герб СРСР з 15 витками стрічки, під ним літери «СРСР», нижче ліворуч і праворуч риса, під рискою зліва хімічне позначення «Au» і проба «900» металу з якого зроблена монета, під ними чиста вага дорогоцінного металу «15,55», під рискою праворуч монограма монетного двору «ММД», нижче позначення вартості монети цифра «100» і нижче слово «РУБЛЕЙ», знизу у канта рік випуску монети «1988».

### Реверс
Ліворуч, зверху і праворуч уздовж канта монети слова «1000-ЛЕТИЕ ДРЕВНЕРУССКОЙ МОНЕТНОЙ ЧЕКАНКИ», в середині зображення златника Володимира Святославовича, під ним рік хрещення Русі князем Володимиром Святославовичем «988 г.», нижче один під одним слова «ЗЛАТНИК» і «ВЛАДИМИРА».

### Гурт
Рубчастий (240 рифлень).

## Автори
- Художник: А. В. Бакланов
- Скульптор: А. А. Колодкін